# Giacinta Canonici
Giacinta Canonici (179?, 186?) fou una soprano italiana. El 1812 va crear a Venècia el paper de Benerice a L'occasione fa il ladro de Rossini. També va crear el rol de Argilla a La zingara de Donizetti.